# Myrmica tahoensis
Myrmica tahoensis är en myrart som beskrevs av Weber 1948. Myrmica tahoensis ingår i släktet rödmyror, och familjen myror. Inga underarter finns listade i Catalogue of Life.

## Bildgalleri

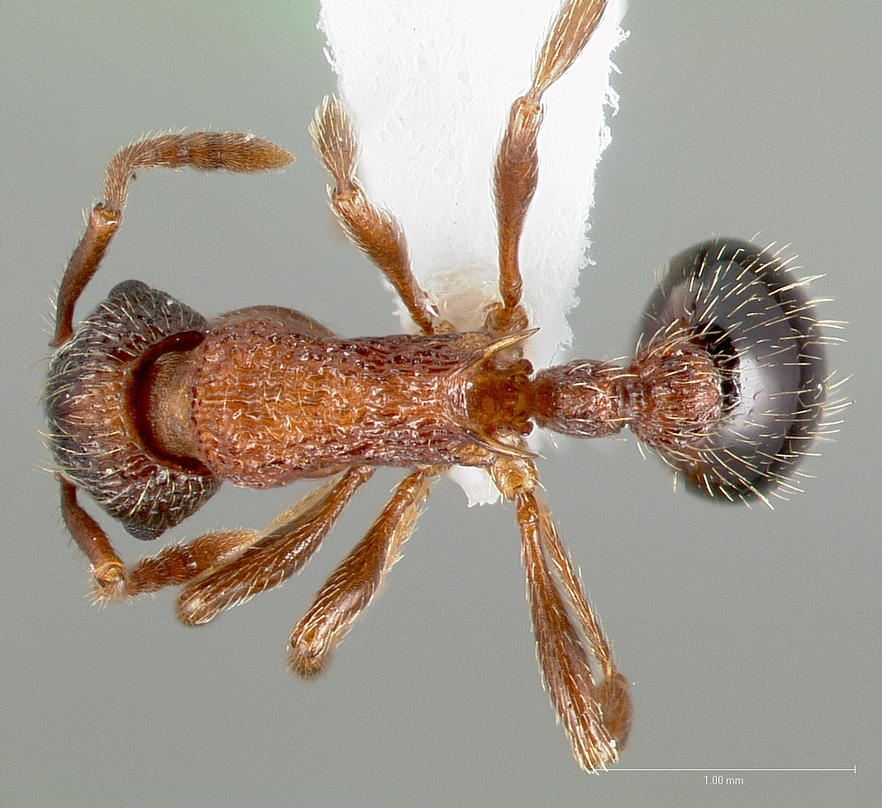
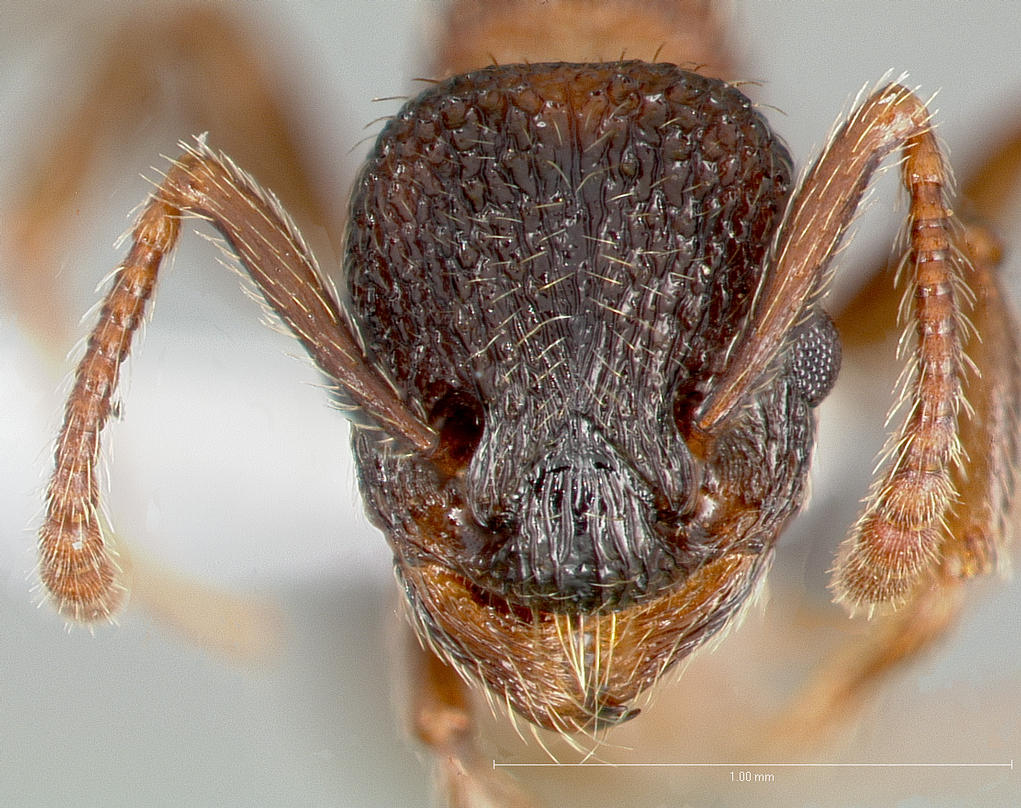
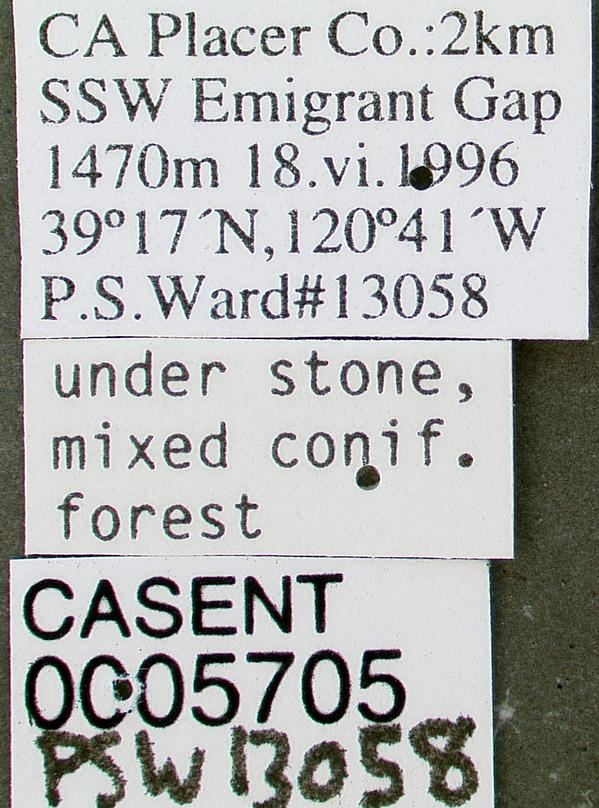
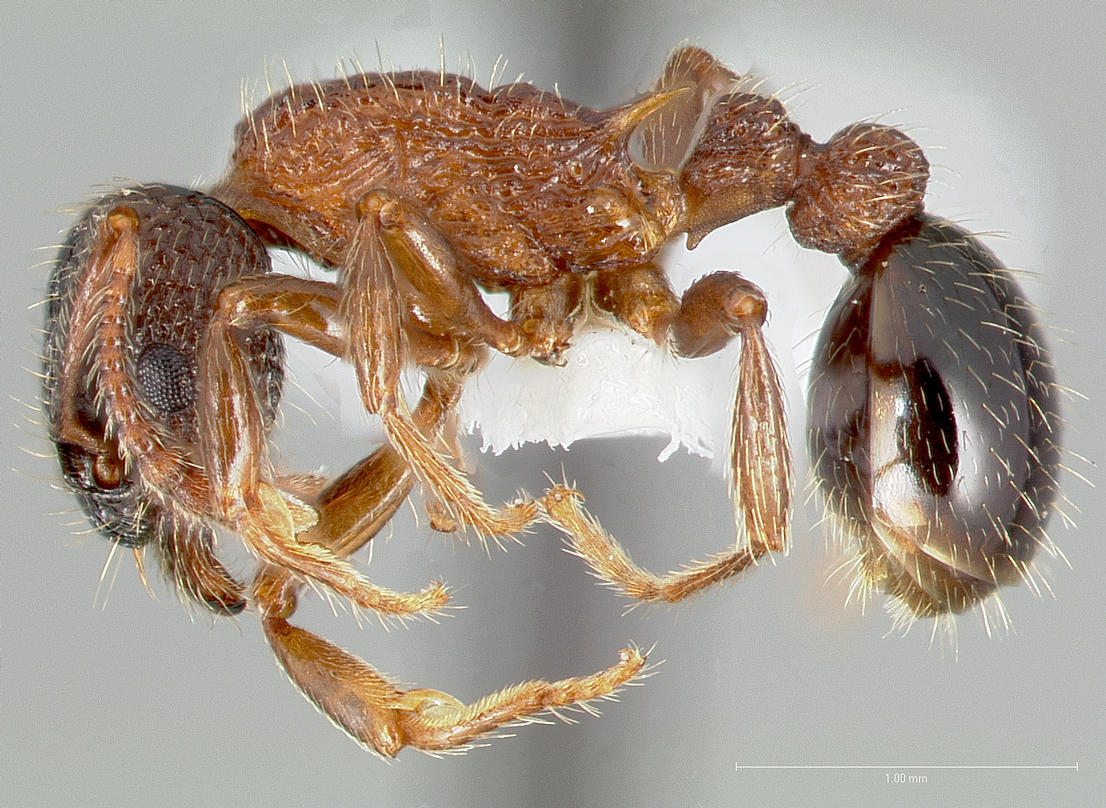
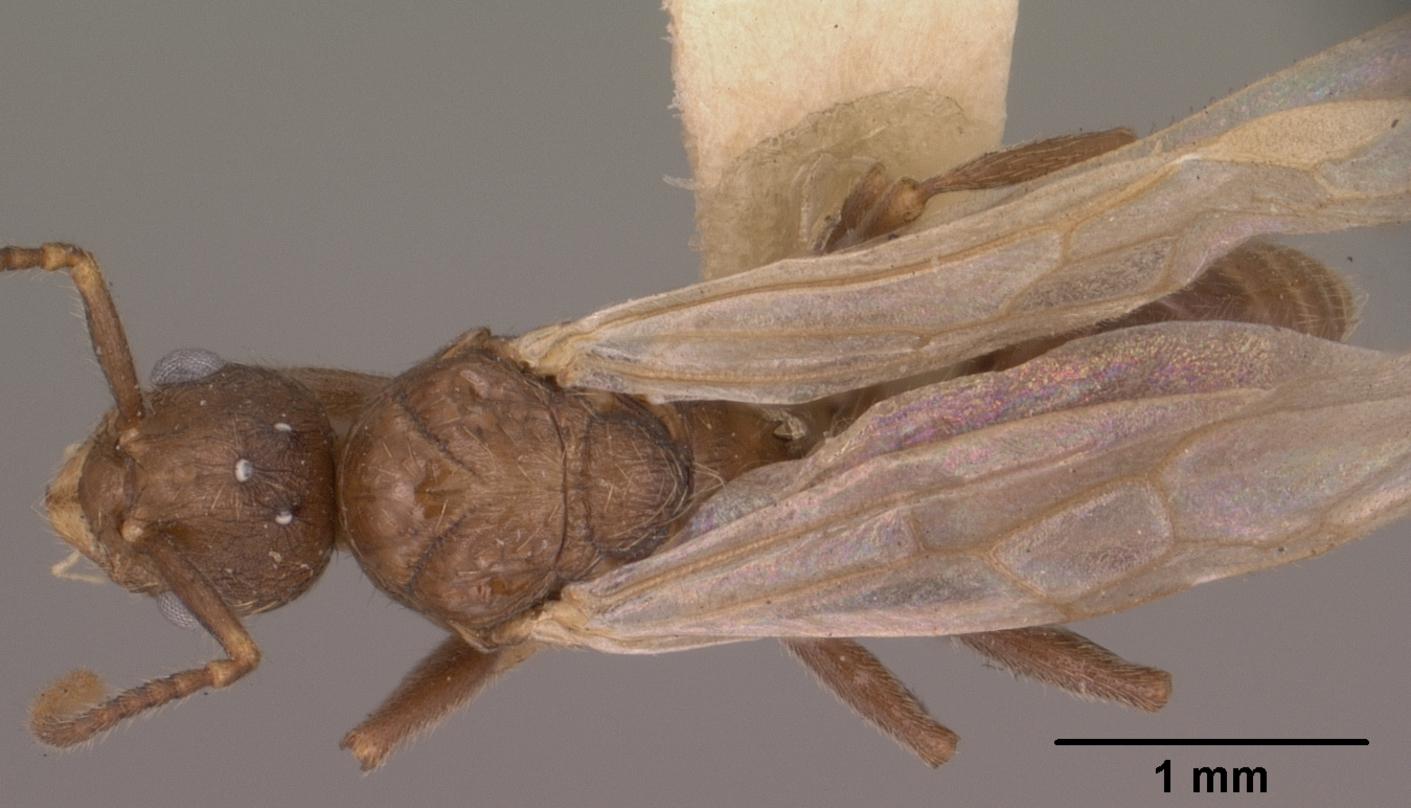
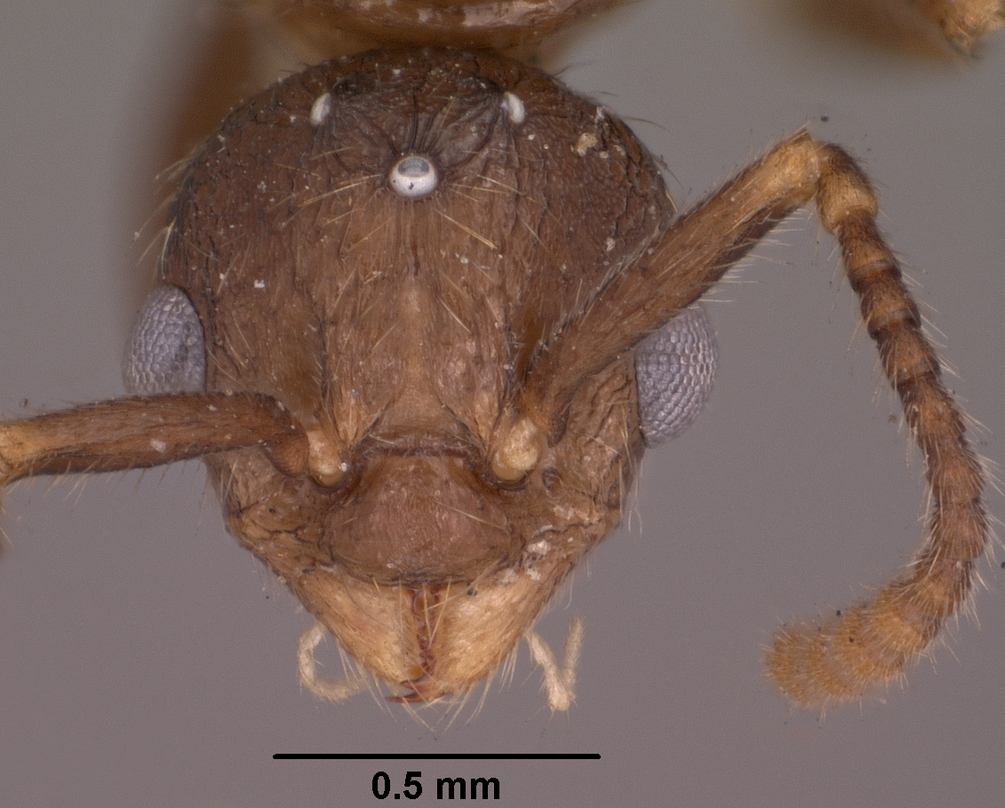